# La maschera del demonio (film 1989)
La maschera del demonio è un film del 1989 diretto da Lamberto Bava.
La pellicola ha come protagonisti Giovanni Guidelli e Debora Caprioglio, quest'ultima accreditata come Debora Kinski, in quanto all'epoca l'attrice era sentimentalmente legata a Klaus Kinski.
Remake dell'omonimo film del 1960, che segnò l'esordio del padre del regista, Mario Bava, è anch'esso tratto dal racconto Vij di Nikolaj Vasil'evič Gogol'. Il film faceva parte di un ciclo televisivo internazionale (anche se in Italia venne invece distribuito nel circuito cinematografico) chiamato Sabbath.

## Trama
Un gruppo di amici si reca in un’isolata località sciistica. Dopo pochi minuti, mentre affrontano i più impervi sentieri nella neve, sotto di loro si apre improvvisamente un largo crepaccio. Molti del gruppo restano illesi, dopo la caduta, e solo una ragazza riporterà una grave frattura ad una gamba. Tutti si apprestano a cercare una soluzione per uscire dal crepaccio. Ma il luogo dove sono sprofondati cela un terribile segreto. Tra quei ghiacci c’è conservato il corpo della strega Anibas. Uno dei giovani, armato di piccozza, rompe il ghiaccio attorno al cadavere scoprendone così il volto. Su di esso c’è la “maschera del demonio”, uno strumento di tortura che veniva adoperato dagli inquisitori contro le streghe. Il giovane libera il volto del cadavere dalla “maschera” metallica, che al suo interno reca dei lunghi chiodi aguzzi, scatenando così le forze del male. La strega Anibas torna dall’oltretomba proprio quando il gruppo di giovani, dopo l’ennesimo crollo del ghiaccio, si ritrova a vagare in un misterioso e tetro borgo che pare disabitato. Ad aiutarli c’è solo un inquietante prete cieco con il suo cane-lupo. Il chierico li porta nella sua casa. vicino alla chiesa, per metterli in salvo dalla tempesta di neve. Ma Anibas, che fu condannata alla “maschera del demonio” e arsa sul rogo proprio per volere dello stesso prete, riesce a possedere le anime dei giovani e spingerli a fare cose deplorevoli ed oscene. Solo il coraggioso Davide, da sempre innamorato della bella Sabina, cerca di opporsi alla nefasta influenza della strega. Egli tenterà in tutti i modi di salvare l’amata ma Anibas si serve proprio di lei, in quanto il suo nome se letto al contrario rivela quello della strega, per riuscire a tornare nel mondo dei vivi. Quando la strega si palesa a Davide, nel convulso finale, ha l’aspetto di una sorta di Gorgone con grossi e melmosi vermi al posto dei capelli. Davide riesce ad ucciderla, mentre i suoi amici lo stanno costringendo ad accoppiarsi con lei, utilizzando nuovamente la “maschera del demonio” e imprimendo così il marchio con le sue stesse mani. Tutto crolla attorno a lui e Davide fa appena in tempo a scappare. Si ritrova così nella nicchia del crepaccio, proprio lì dove tutto ha avuto inizio, ma dove ora vede i corpi dei suoi compagni. Erano tutti morti subito dopo la caduta nel crepaccio. Davide, mentre ormai è giorno, riesce a trovare una via di fuga e tornare così in superficie.